# Ernst Löschner (Bankmanager)
Ernst Löschner (* 20. Mai 1943 in Schwarzach im Pongau; † 3. Dezember 2024 in Wien) war ein österreichischer Bankdirektor, der seit 2007 in der Sozial- und Flüchtlingshilfe aktiv war.

## Werdegang
Löschner verbrachte die ersten 13 Jahre seines Lebens in Zell am See, später in Salzburg. Seine Ausbildung erhielt er an der Universität Wien (Abschluss mit Dr. jur.), dem Institut für Höhere Studien Wien (Ökonomie) und der Harvard Business School, Boston (Finanzwesen). Nach Abschluss seiner Studien in Wien lebte er von 1969 bis 1976 in den USA. Von 1970 bis 2010 war er in leitenden Funktionen multinationaler, nationaler und internationaler Finanzinstitutionen tätig, beginnend in der Weltbank (1970–1976), in der Österreichischen Kontrollbank (1976–1985), in der Länderbank/Bank Austria (1985–1992) und abschließend in der französischen Großbank BNP Paribas (1993–2010).
Er war Autor von Publikationen und Monographien, im Besonderen auf den Fachgebieten Internationale Kapitalmärkte, volkswirtschaftliche Prognosen, Exportförderung und -finanzierung und Globale Verschuldung, darunter das im Manz Verlag 1983 erschienene Buch „Souveräne Risken und Internationale Verschuldung“.
Löschner war ab 1968 mit Waltraud Löschner (†) verheiratet; er hatte drei Töchter und einen Sohn. Ab 1976 lebte Löschner mit seiner Familie in Wien und Maria Alm (Salzburg).
Im Alter von 81 Jahren starb Löschner im Dezember 2024.

## Engagement

### Gründung von Alpine Peace Crossing (2007)
Löschner etablierte die jährlich stattfindende APC-Friedenswanderung und den Krimmler Friedensdialog mit mittlerweile über 5.000 Teilnehmern. Im Jahr 2011 wurde APC als gemeinnütziger Verein für Sozial- und Flüchtlingshilfe neugegründet der Ausschüttungen von ca. € 700.000 für Sozialprojekte vornimmt.
Gemeinsam mit Hans Nerbl etablierte er 2013 das „Nationalpark-APC-Friedensweg“: Sieben dreisprachige Gedenktafeln entlang der historischen Fluchtroute des jüdischen Exodus des Jahres 1947. Ebenfalls mit Hans Nerbl erfolgte 2016 die Konzeption und Umsetzung von Musik verbindet mit 30 Veranstaltungen in Salzburg, inklusive eines Trommelworkshops mit Kindern.
2017 konzipierte und errichtete er den „Hain der Flucht“ (7x7 Bäume, 2 Natursteine, 1 Prisma) als spirituellen Ort des Hoffnung, der allen Flüchtlingen weltweit gewidmet ist. Im selben Jahr entwickelte er die Sozial-Innovationen „Zu Hause – Kautionsgarantien für Flüchtlinge“ und „Wir Geben – Sachspenden für Arbeitsplätze“  mit dem Ziel, hundert Wohnungen für Flüchtlingsfamilien bzw. Jobs für Arbeitssuchende zu ermöglichen, u. a. für Langzeitarbeitslose.

### Impulsgeber für
Des Weiteren war Löschner Impulsgeber für Kompositionen von Friedrich Cerha (2004, WV 135 und 2011–2012, WV 172), die ORF-Dokumentarfilme von Andreas Gruber (Harlem in Wien – 2005 und Der Krimmler Exodus – 2007), eine Gedenkmedaille (WNR-1191/-1192, 2007) von Helmut Zobl, eine Monographie vom Land Salzburg (Über die Berge – dem gelobten Land entgegen, Alpine Peace Crossing – 2007) und den Zeitzeugen-Dokumentarfilm von Susanne Glass (Schaut’s net aus dem Fenster – 2017).

### Initiator
Löschner war Initiator der von 15 Organisationen getragenen Petition an die österreichische Bundesregierung und das Parlament „Gegen Unmenschlichkeit. Für eine menschliche Flüchtlingspolitik“ (2013). Die Petition, die Löschner gemeinsam mit Michael Kerbler publizierte, wurde von über 30.000 Menschen on-line unterzeichnet und von 300 Persönlichkeiten des öffentlichen Lebens mit persönlichen Zitaten unterstützt.

### Publizist
Löschner publizierte eine Monographie über die Zeitzeugen Bilha und Moshe Talit (Von Palästina in den Pinzgau, 2014) sowie eine Rezension (Kommentar zu Herbert Cordts Auf der Überholspur, 2015) sowie mehrere Zeitungsartikel in Der Standard über zeitgenössische Herausforderungen, u. a. zu menschlicher Flüchtlingspolitik (2013), zur EU-Asylpolitik (2014), zur Zivilcourage im Sport (2015), zur Flüchtlingskrise mit einem Aufruf zur Besteuerung von Waffenexporten als globale Antwort (2016).

### Kunst
Löschner war Mitglied des Direktoriums des Wiener Konzerthauses (seit 2007); Sammler und Publizist (in Vorbereitung) von Luis Monza (Terrakotta-Skulpturen).

## Auszeichnungen
- Walther Kastner-Preis (1983) für die Publikation „Souveräne Risken und Internationale Verschuldung“ (Manz Verlag, Wien 1983)
- Goldenes Ehrenzeichen der Republik Österreich (2002)
- Porträt „Ich will nicht nur zuschauen“ in der Ö1-Radiosendung „Menschenbilder“ (2008)
- „Rot-weiß-rotes PaN Ehrenzeichen“ des BMEIA und BMWF (2009)